# Chiesa di San Michele Arcangelo di Gaibola
La chiesa di San Michele Arcangelo o Chiesa di San Michele Arcangelo di Gaibola è una chiesa situata in località Gaibola, a Bologna, in Emilia-Romagna.

## Storia e descrizione
Sotto la chiesa di San Michele Arcangelo si trova la "Grotta di fianco alla Chiesa di Gaibola" o "Grotta della Gaibola", la cui lunghezza complessiva risulta superiore al chilometro e la cui profondità è di 37 m. In queste cavità scorre un rio sotterraneo alimentato da diversi punti di infiltrazione che punteggiano l'area soprastante (fratture beanti e inghiottitoi), le cui acque vengono a giorno presso il Fontanino, una delle poche risorgenti carsiche ancora visibili nel comprensorio dei gessi bolognesi (quasi tutte sono andate distrutte dalle cave). A Gaibola i gessi sono sempre stati sfruttati per la produzione di scagliola: l'ultima cava ha chiuso a seguito di un incidente alla fine degli anni '50. In questo piccolo microcosmo di gesso, raggiungibile dal centro della città con mezzi pubblici, è possibile compiere una breve escursione che dalla chiesa di Gaibola raggiunge la risorgente del Fontanino, mentre nel bosco adiacente alla chiesa si osservano i fronti abbandonati delle vecchie cave di gesso.